# 基伊
基伊（羅馬化：Kyi，羅馬化：Kiy），传说中建立基辅城的波利安王公:20。
根据中世纪基辅罗斯描述东斯拉夫人早期历史的著作《往年纪事》记载，原本居住在第聂伯河附近山上的基伊、什切克和霍里夫三兄弟和他们的妹妹雷比季在第聂伯河右岸建造了一座城市，并以大哥基伊的名字将其命名为“基辅”。